# Épinoy
Épinoy is een gemeente in het Franse departement Pas-de-Calais (regio Hauts-de-France) en telt 498 inwoners (1999). De plaats maakt deel uit van het arrondissement Arras.
In de gemeente lag de luchtmachtbasis Base Aérienne 103 "René Mouchotte", die 2012 werd gesloten.

## Geografie
De oppervlakte van Épinoy bedraagt 8,1 km², de bevolkingsdichtheid is 61,5 inwoners per km².
De onderstaande kaart toont de ligging van Épinoy met de belangrijkste infrastructuur en aangrenzende gemeenten.

## Demografie
Onderstaande figuur toont het verloop van het inwonertal (bron: INSEE-tellingen).